# Dobërdol
Dobërdol (serbisch Добри До Dobri Do) ist ein Dorf im Nordosten des Kosovo und gehört zur Großgemeinde Podujeva.

## Lage
Es liegt 7 km nordwestlich der Kleinstadt Podujeva. Nach Pristina im Süden sind es ungefähr 45 Kilometer. Der Fluss Lab fließt durch Dobërdol.

## Bevölkerung
Bei der Volkszählung 2011 wurden in Dobërdol 1106 Einwohner gezählt. Von ihnen waren 1104 Albaner, eine Person bezeichnete sich als Serbe und eine als Bosniake.
| Census    | 1948 | 1953 | 1961 | 1971 | 1981 | 1991 | 2011 |
| --------- | ---- | ---- | ---- | ---- | ---- | ---- | ---- |
| Einwohner | 457  | 760  | 840  | 1077 | 1125 | 1291 | 1106 |

## Infrastruktur
Im Kosovo-Krieg wurde Dobërdol vollständig niedergebrannt, die Bevölkerung vertrieben. Es gibt eine Schule mit dem Namen Shkolla Jetullah Gashi sowie kleinere Lebensmittelgeschäfte in Dobërdol. Die zerstörte Schule wurde 2003 mit internationaler Hilfe wieder aufgebaut.